# Иоанно-Предтеченский скит (Вербка)
Скит Рождества Иоанна Предтечи (укр. Скит Різдва Іоанна Предтечі) — мужской скит Владимир-Волынской епархии Украинской православной церкви (Московского Патриархата), расположенный в селе Вербка Ковельского района Волынской области, основанный 24 мая 2002 года на месте Вербского Свято-Троицкого монастыря, существовавшего в XV веке.

## История

### Свято-Троицкий монастырь и Троицкая церковь
В древности в селе Вербка существовал Свято-Троицкий монастырь, который впервые упоминается под 1543 годом в акте обмена земель между польской королевой Боной Сфорца и князем Василием Михайловичем Сангушко-Ковельским, уступившим последней, в частности, замок в городе Ковель и принадлежащие замку имения, а также селе Вербка, монастырь Св. Троицы и 7 «монастырских» селений: Гушин, Бахово, Лагодлево, Воля, Озерница, Облапы, Городище.
В 1567 король Сигизмунд II Август передал земли, где в том числе находился и Тройкий монастырь, князю Андрею Курбскому, который бежал из России и поступил в 1564 году на службу к польскому королю. Первый известный по имени настоятель Вербского монастыря игумен Александр был духовником Курбского. После игумена Александра здесь настоятельствовал Симеон, упоминаемый в документах под 1578 годом. Следующим игуменом стал Исаия, который в 1582 году покинул обитель. В 1581 и 1583 годах Курбский завещал похоронить себя в Ковельском монастыре Святой Троицы в Вербке, «в церкви, у ног отца моего духовного, священноинока Александра». Когда в 1583 году князь почил, его волю исполнили. Известно, что в монастыре были похоронены «друзья» А. М. Курбского, которые выехали с ним в Литву: Пётр Васильевич Вороневецкий и Кирилл Зубцовский.
Со временем обитель была обращена в приход. Не из письменных документов и не из народных преданий не удалось обнаружить, когда это произошло. В последний раз монастырь упоминался в завещании, которое 18 июня 1594 года составил луцкий городничий Кирилл Зубцовский, скончавшийся в 1601 года и похороненный в Вербке. Уже в 1606 году упоминается только приходская Троицкая церковь села Вербка. В 1699 году упоминается настоятель этого храма священник Феодор Савчин, преследуемый униатами и местным польским магнатом.
С 1702 по 1797 год храм был униатским. Согласно акту генеральной визитации от 20 февраля 1760 года, церковь во имя Святой троицы была деревянная, с одним куполом, покрытая гонтами, на ней три железных креста, также были входные деревянные двери на железных петлях. К церкви была пристроена колокольня с четырьмя колоколами. Церковная территория неогороженная, а лишь защищена рекой Турией. При церкви был дом с печью, украшенная зеленым кафелем, а также житница, сарай и два хлева. В самой церкви находилась древняя икона святителя Николая Мирликийского. Местные жители называли этот образ чудотворным и говорили, что он находится в храме около двухсот лет. Иными словами, икона появилась здесь во времена прибытия Курбского.

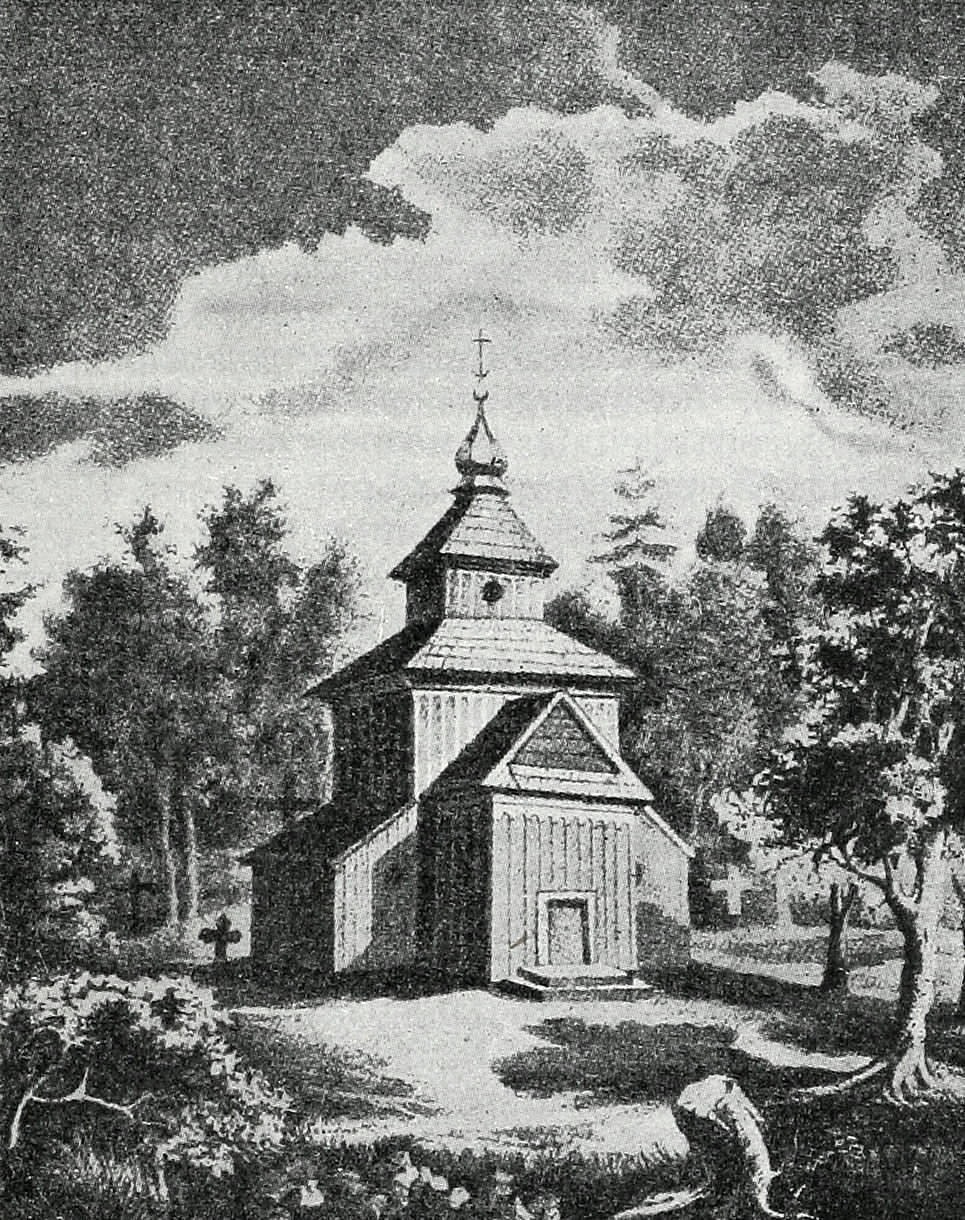
Церковь Святой Троицы, где была помещена гробница князя А. М. Курбского (с гравюры 1848 года)

В 1797 году Троицкий приход в числе первых вернулся в Православие.
В 1818 году стараниями священника Иоанна Малевича храм был обновлен. В таком виде его в 1840-е годы застал профессор Николай Иванишев, собиравший данные о князе Курбском: церковь была деревянной, на каменном фундаменте, покрыта жестью, с середины и извне окрашена. Монастырских зданий, описанных в акте 1760 года, уже не существовало. Был выполнен рисунок церкви, а на основе обмеров составлен план. Эти источники дают представление об архитектурно-пространственной структуре церкви по состоянию на первую половину XIX века. План церкви крестообразный и вписывается в неправильный квадрат размерами 17,21×17,85 м, высота церкви составляет около 12 м
С целью локализовать точное местонахождение захоронения князя Курбского, в церкви, под наблюдением профессора Иванишева, была открыта деревянный пол, под которой было обнаружены захоронения: остатки нескольких деревянных гробов (количество не указывается, но описания известно, что не менее трёх). Кроме этого, в одном месте перед местным образом Спасителя, в нескольких шагах от иконостаса, был обнаружен кирпичный склеп, в центре которого верхняя часть была завалена. При расчистке завала были обнаружены остатки деревянной гроба и человеческие кости. Иванишев писал: «Вскрыв деревянный пол, я нашел в разных местах остатки согнивших деревянных гробов. Только в одном месте, перед местным образом Спасителя, в нескольких шагах от иконостаса, открыт склеп, сложенный из кирпича и обрушившийся в средине. Вынув обрушившиеся части свода, я увидел остатки согнившего деревянного гроба и тлеющие кости. Ни внутри, ни снаружи гробницы не было никакой надписи, из которой можно было бы узнать имя покойника». Так как никаких надписей не было, М. Д. Иванишев на основе данных из завещания князя Курбского, гипотетически предложил следующее: отождествление исследованных погребений с известными историческими фигурами. Кирпичный склеп, по сравнению с другими захоронениями, может свидетельствовать об авторитете похороненного таким образом лица, был принят за захоронение князя А. М. Курбского. Обнаруженные между склепом и иконостасом остатки деревянной гроба, возможно, могли быть погребением настоятеля Вербского монастыря Александра. Что касается захоронения Кирилла Зубцовского, то он мог быть похоронен, по утверждению М. Д. Иванишева, в одном из деревянных гробов, близких к кирпичному склепу.
В 1886 году к церкви была пристроена деревянная колокольня. В это время приход церкви составлял три села. В конце XIX века храм был уже в аварийном состоянии, поэтому в 1900—1901 годы вместо обветшавших и разобранных деревянных Троицкой церкви и колокольни тщанием настоятеля священника Александра Балицкого был возведен более вместительный 5-купольный деревянный храм, ставший одним из крупнейших на Ковельщине. При этом над склепом кн. Курбского, оказавшимся в центре церкви, поставлено новое надгробие.
По воспоминаниям Александра Цинкаловского, относящимся к началу 1910-х годов: «Самым большим праздником в селе был „отпуст“ на святого Николая в церкви на острове. Сходились сюда крестьяне из самых дальних уголков Полесья, приезжали купцы с товарами из Ковле и других городов и городков, лирники, слепцы и мещане, представляя свои товары и народные одежды из самых дальних уголков Полесья: ткани, вышивки, бусы из кораллов, крестиков, картинок и монет, среди которых попадались старые польские и чешские серебряные деньги, а также время римские Денар и радобы из местного янтаря».
В период пребывания Волыни в составе межвоенной Польши (1918—1939) польские историки подтвердили факт нахождения в храме могилы кн. Курбского. Тогда же храму был присвоен статус памятника истории и архитектуры.
В 1944 году во время Второй мировой войны при освобождении Ковеля деревянные стены церкви сгорели. Удалось спасти небольшую часть церковного убранства. Видимо, сгорела и местночтимая икона святителя Николая. Цокольная часть из кирпича и фундамент впоследствии были разобраны местными жителями, а образованные траншеи заплыли грунтом.
По непроверенным сведения, в конце 1950-х годов из Москвы на остров, без лишней огласки, прибыла группа из музея. У приезжих был плана местности, что позволило быстро определить место для раскопок, провести раскопки и поднять два белых металлических гроба, которые были погружены на грузовик и отправлены в неизвестном направлении. По предположению очевидцев, один из похороненных мог быть Курбский.
В 1998 году была зарегистрирована Свято-Серафимовская православная община города Ковеля. Они запланировали начать восстановление Троицкой церкви. В связи с этим, согласно требованию закона, в 1999 и 2001 годах сотрудник отдела охраны памятников истории и культуры Юрий Мазурик был проведён визуальные обследования земельного участка под застройку. Участок находился на острове среди заболоченной поймы реки Турьи (правого притока Припяти), ближе к правому берегу. Остров находится в 1,1-1,2 км к северу от окраины города Ковеля и по 0,5-0,6 км к юго-востоку от окрестностей села Вербки. Остров был треугольной формы площадью около 1 га, самая высокая центральная часть высотой около 2 метров от уровня поймы. По свидетельствам местных старожилов, почти в центральной части острова находилась Троицкая церковь. Восточная часть территории бывшей церкви была сильно разрушена грабительскими раскопками.

### Основание скита

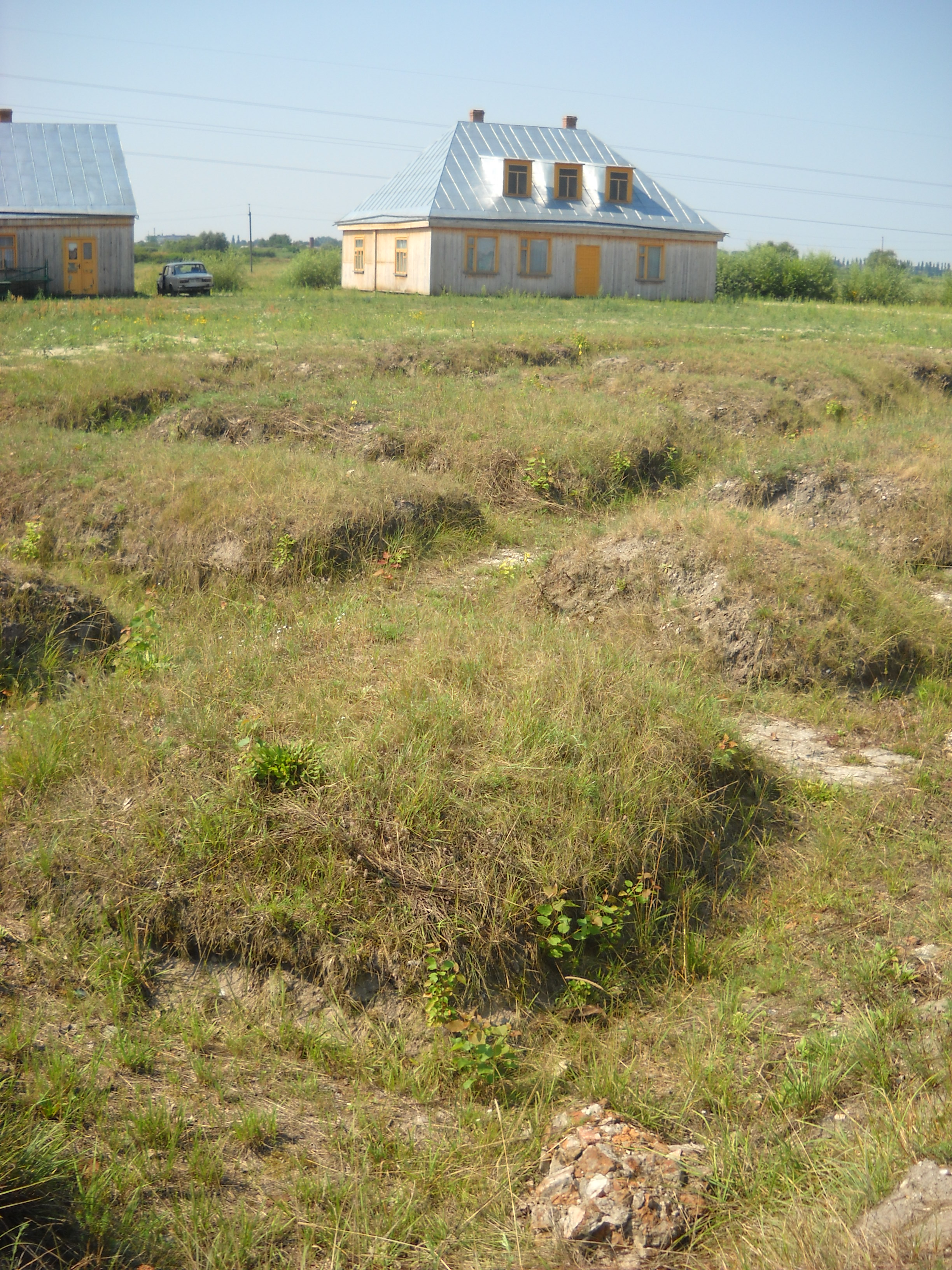
Остатки православного монастыря Святой Троицы и построенные на его месте здания монастыря Рождества Иоанна Крестителя. Вербка Ковельского района Волынской области. 2010 год

В 2000—2001 годы по благословению епископа Владимир-Волынского и Ковельского Симеона (Шостацкого) началось восстановление древней обители. В 2001 года в селе Вербка был учрежден скит в честь Рождества святого Иоанна Предтечи, подчиненный Милецкому монастырю. Пока в Вербке строился келейный корпус, небольшая монашеская община временно проживала при храме преподобного Серафима Саровского, построенного в 1999 году в предместье Ковеля (микрорайон Ковель-2). В Вербку перешла бо́льшая часть братии упраздненного Красковского Иоанно-Предтеченского скита Милецкого монастыря, действовавшего в 1997—2001 годы в лесу близ села Краска Ратновского района. По благословению епископа Симеона (Шостацкого) в Вербку перенесли бо́льшую часть имущества упраздненного скита.
24 мая 2002 года решением Священного Синода Украинской православной церкви и указом Предстоятеля УПЦ митрополита Киевского Владимира (Сабодана) скит святого Иоанна Предтечи в селе Вербка получил статус самостоятельного монастыря, наместником был назначен архимандрит Варлаам (Бойчук).
В 2002 году в Иоанно-Предтеческий скит из села Велицк Ковельского района перенесли деревянную церковь и установили на месте сожжённого в 1944 году Троицкого храма и освятили в честь Рождества святого Иоанна Предтечи. В келейном корпусе освящена домовая церковь во имя Всех Киево-Печерских святых. Серафимовский храм в Ковеле является подворьем обители.